# Frédéric Borel
Frédéric Borel (Roanne, 17 novembre 1958) è un architetto francese.

## Biografia
Si è laureato alla École Spéciale d'Architecture  nel 1982. Verso la fine dei suoi studi conobbe Christian de Portzamparc e lavorò con lui per circa 3 anni. Aprì la sua agenzia nel 1984 a Parigi. Negli anni 1990, i suoi edifici dai volumi esplosi, smaterializzati in veli a volte obliqui, come nell'assenza di gravità, sono stati associati alla corrente decostruttivista in Francia.
È membro del consiglio di amministrazione dell'École Nationale Supérieure d'Architecture de Versailles.

## Opere (parziale)
- Edificio, 30 rue Ramponeau, Parigi, 1986
- Edificio, 100 boulevard de Belleville, Parigi, 1989
- Edificio La Poste, 113 rue Oberkampf, Parigi, 1990
- Tribunale di Laval, 1996
- Università di Agen, 1998
- Centro fiscale di Brive-la-Gaillarde
- Edificio, 131 rue Pelleport, Parigi, 1999
- Crèche Valmy, rue des Recollets, Parigi
- Scuola materna, rue de la Moskova, Parigi, 2000
- Tribunale di Narbonne
- Centro Culturale Mont-Saint-Aignan
- Scuola Nazionale di Architettura di Paris-Val de Seine, 2007

## Riconoscimenti
- 2010 - Gran Premio Nazionale di Architettura[3]